# Paweł Brożek
Paweł Brożek   (Kielce, 21 d'abril de 1983) Paweł Łukasz Brożek és un futbolista polonès que actualment juga de davanter pel Wisła Kraków i la selecció de futbol de Polònia.